# Nephrodium caudiculatum
Nephrodium caudiculatum là một loài dương xỉ trong họ Dryopteridaceae. Loài này được Sieb., Pr. mô tả khoa học đầu tiên năm 1849.
Danh pháp khoa học của loài này chưa được làm sáng tỏ. 